# Porta Senese (Istia d’Ombrone)

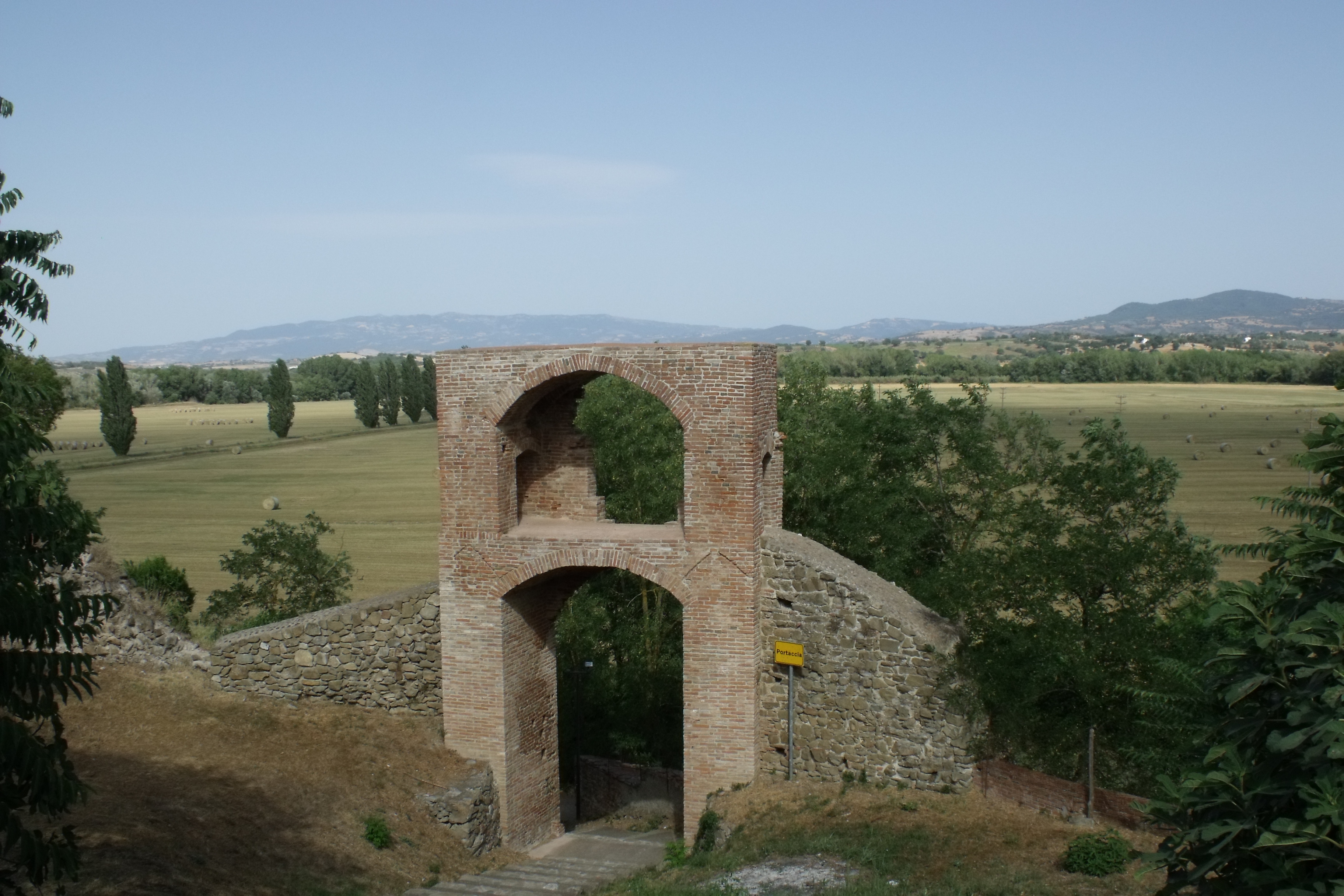
Innenseite der Porta Senese

Die Porta Senese (auch Portaccia und Porta al Pero genannt) ist ein Stadttor an der Via di Mezzo und Teil der Stadtmauern von Istia d’Ombrone, einer Fraktion (italienisch frazione) von Grosseto.

## Beschreibung

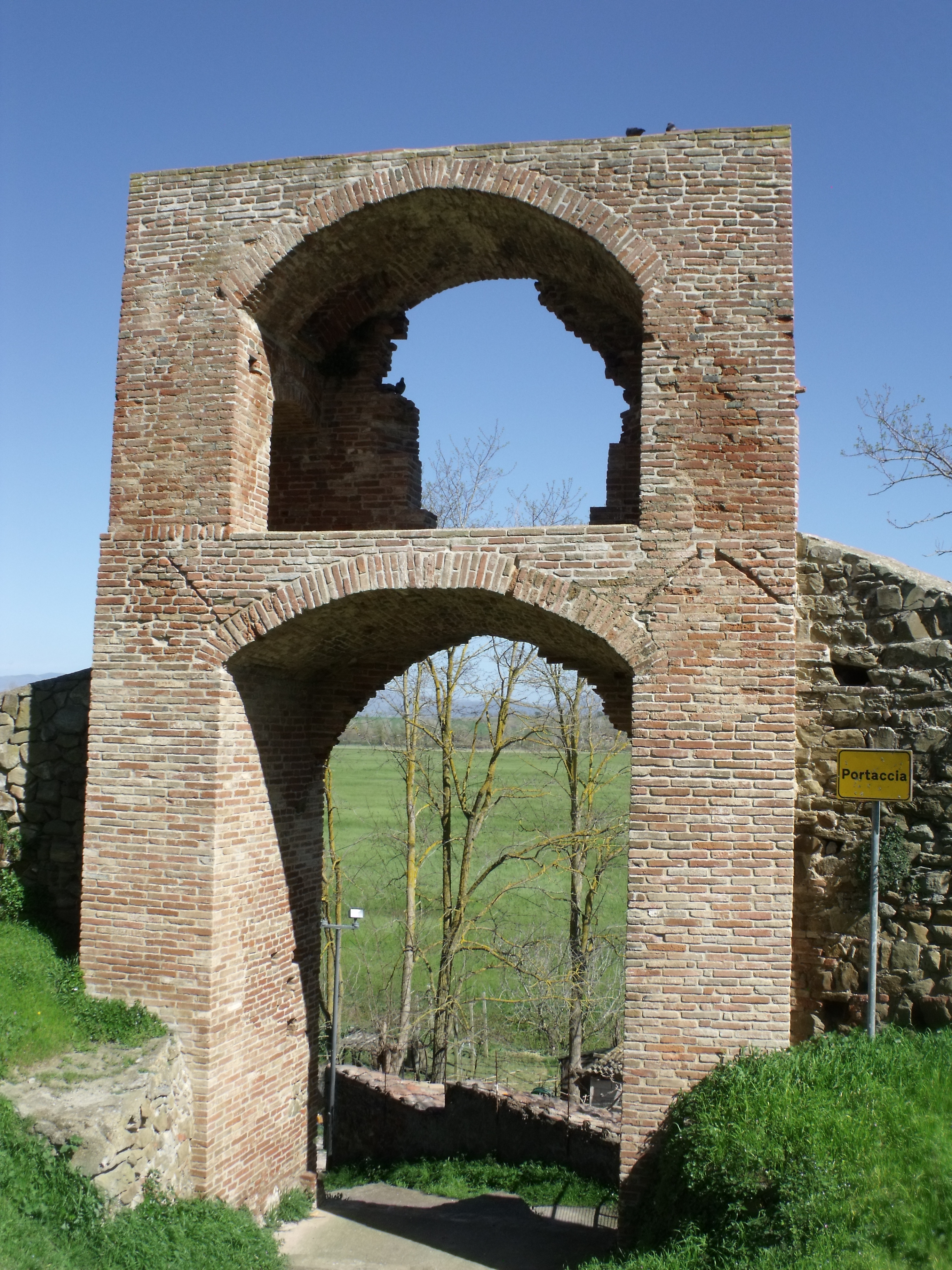
Innenseite der Porta Senese

Die Stadtmauern von Istia d’Ombrone haben ihren Hauptzugang am Haupttor Porta Grossetana im Süden des Ortskerns. Die Porta Senese liegt im Osten des Ortes und öffnet sich zu den Feldern, die in einer Ostkurve des Flusses Ombrone liegen.
Das Rundbogentor besteht aus Mauerziegel und entstand wahrscheinlich in der Anfangszeit der Machtübernahme in Istia durch die  Republik Siena in der zweiten Hälfte des 13. Jahrhunderts im Zuge des zweiten Befestigungsringes. Bereits 1406 wurde den Wehrtoren und Wehrmauern von Istia ein schlechter Zustand attestiert, den die Gemeinde von Istia nicht beheben konnte. Heute ist das Tor eine Ruine, wobei die Bögen des Tores noch vorhanden sind. Auch die anliegenden Stadtmauern sind noch zum Teil vorhanden.